# Гетшвалд (гмина)
Гетшвалд (пол. Gietrzwałd) — сельская гмина (волость) в Польше, входит как административная единица в Ольштынский повят, Варминьско-Мазурское воеводство. Население — 5254 человека (на 2004 год).

## Демография
Данные по переписи 2004 года:
| Перепись                       | Всего   | Всего | Женщины | Женщины | Мужчины | Мужчины |
| ------------------------------ | ------- | ----- | ------- | ------- | ------- | ------- |
| Единицы                        | человек | %     | человек | %       | человек | %       |
| Население                      | 5254    | 100   | 2576    | 49      | 2678    | 51      |
| Плотность населения (чел./км²) | 30,2    | 30,2  | 14,8    | 14,8    | 15,4    | 15,4    |

## Соседние гмины
1. Гмина Йонково
2. Гмина Лукта
3. Ольштын
4. Гмина Ольштынек
5. Гмина Оструда
6. Гмина Ставигуда